# Apeadeiro de Vila Nova da Rainha
O apeadeiro de Vila Nova da Rainha (nome tradicionalmente grafado pela C.P. como "Raínha" mesmo após 1945) é uma interface da Linha do Norte, que serve a localidade de Vila Nova da Rainha, em Portugal. É utilizada pelos comboios suburbanos da Linha da Azambuja, em Lisboa, operados pela empresa Comboios de Portugal.

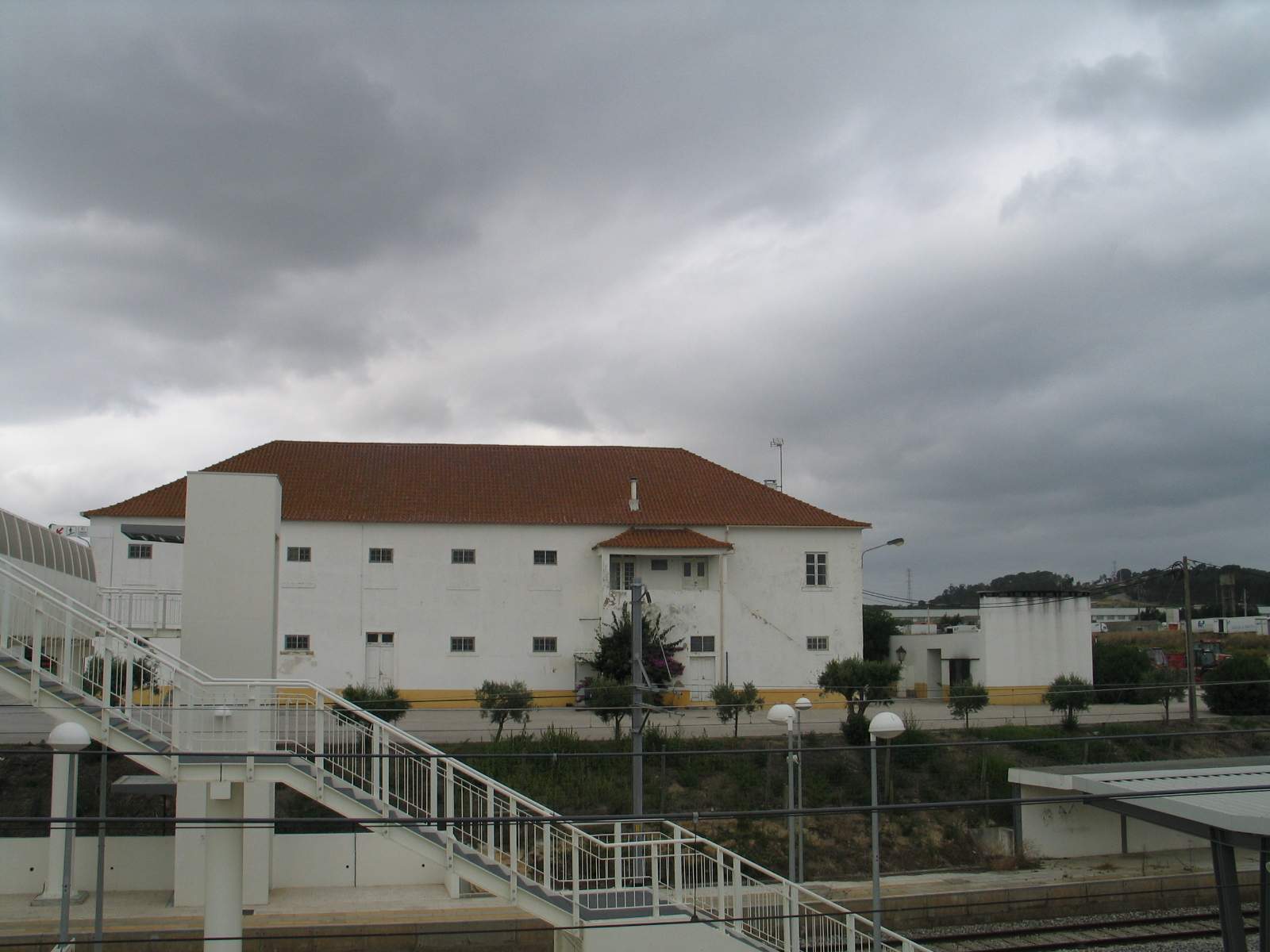
Aspeto da envolvente à estação

## História

### Século XIX
Antes da introdução do caminho de ferro, Vila Nova da Rainha fazia parte de uma das rotas da mala-posta introduzidas pelo governo Liberal; a viagem fazia-se de barco a vapor entre Lisboa e Vila Nova da Rainha, e por estrada até às Caldas da Rainha. Com a inauguração do caminho de ferro até ao Carregado, em 1856, as diligências para Caldas da Rainha passaram a sair desse ponto.
Nas bases para o concurso do Caminho de Ferro de Lisboa à Fronteira de Espanha, publicado em 6 de Maio de 1852, determinou-se que a primeira secção desta linha, até à Estação de Santarém, tivesse passagem junto a Vila Nova da Rainha. A concessão foi entregue à Companhia Central Peninsular dos Caminhos de Ferro de Portugal, tendo o engenheiro Thomaz Rumball sido encarregado de estudar o traçado, cujo relatório de 7 de Dezembro desse ano confirmou a passagem por Vila Nova da Rainha. Depois de vários problemas, a concessão foi retirada à Companhia Central Peninsular e passada para a gestão directa do estado, tendo sido desta forma aberto à exploração o troço entre o Carregado e Virtudes, em 31 de Julho de 1857.

### Século XXI
Em Novembro de 2004, a Rede Ferroviária Nacional anunciou a realização de obras neste apeadeiro, no âmbito de um programa de modernização da Linha do Norte.